# Lista de primazes da Igreja Ortodoxa Georgiana

Brasão da Igreja Ortodoxa Georgiana

Os chefes da Igreja Ortodoxa Georgiana e seus predecessores no antigo Reino Georgiano da Ibéria (ou seja, Cártlia) têm o título de Católico-Patriarca de Toda a Geórgia desde 1010, exceto entre 1811 e 1917, quando a Igreja foi subordinada à Igreja Ortodoxa Russa como parte das políticas coloniais russas.
O estilo atual do chefe da Igreja Ortodoxa Georgiana é o seguinte: Sua Santidade e Beatitude, Católico-Patriarca de Toda a Geórgia, Arcebispo de Misqueta-Tiblíssi e Metropolita de Bichvinti e Tscum-Abecásia.

## Arcebispos de Misqueta (326–467)
- João I (326–363)
- Jacó (363-375)
- Jó (375–390)
- Elias I (390–400)
- Simão I (400–410)
- Moisés (410–425)
- Jonas (425–429)
- Jeremias (429–433)
- Gregório I (433–434)
- Basílio I (434-436)
- Mobibanes ou Glonacor (436-448)
- Joel I (448–452)
- Miguel I (452-467)

## Católicos-arcebispos da Ibéria (467–1010)

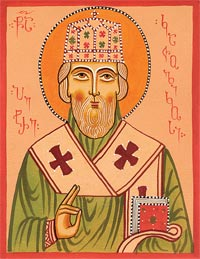
Pedro I (467-474)

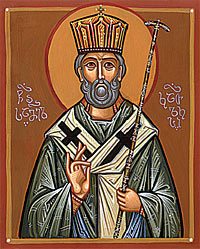
Samuel I (474–502)

- Pedro I (467-474)
- Samuel I (474–502)
- Gabriel I (502–510)
- Tavfechague I (510–516)
- Chirmagui–Chiguirmane (516–523)
- Sabá I (523–532)
- Evlavi (532–544)
- Samuel II (544-553)
- Macário (553–569)
- Simeão II (569–575)
- Samuel III (575-582)
- Samuel IV (582-591)
- Bartolomeu (591–595)
- Círio I (595–610)
- João II (610-619)
- Babilônia (619-629)
- Tabor (629-634)
- Samuel V (634-640)
- Eunão (640-649)
- Tavfechague II (649–664)
- Evlale (664–668)
- Joel II (668-670)
- Samuel VI (670-677)
- Jorge I (677–678)
- Círio II (678-683)
- Izide–Bozidi (683–685)
- Teodoro I (Teodósio) (685-689)
- Pedro (Simeoni) II (689–720)
- Talale (720–731)
- Mamai (731-744)
- João III (744-760)
- Gregório II (760–767)
- Sarmeane (767–774)
- Miguel II (774–780)
- Samuel VII (780-790)
- Cirilo (791–802)
- Gregório III (802-814)
- Samuel VIII (814-826)
- Jorge II (826–838)
- Gabriel II (838–850)
- Hilário I (850-860)
- Arsênio I (860-887)
- Evsuki (887–900)
- Clemente (900–914)
- Basílio II (914–930)
- Miguel III (930–944)
- Davi I (944–955)
- Arsênio II (955–980)
- Ocropiri (João I) (980–1001)
- Simeão III (1001)

## Católicos-Patriarcas da Georgia (1010–1811)
- Melquisedeque I (1001–1030)
- Ocropir (João) II (1031–1039)

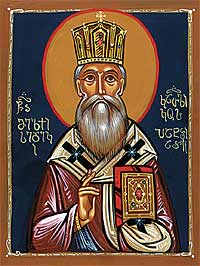
Melquisedeque I (1001–1030)

  - Melquisedeque I (1039–1045) - restaurado
  - Ocropir (João) II (1045–1049) - restaurado
- Eutímio I (1049–1055)
- Jorge III (Taoeli) (1055–1065)
- Gabriel III (Safareli) (1065–1080)
- Demétrio (1080–1090)
- Basílio III (Carichisze) (1090–1100)
- João IV (Safareli) (1100-1142)
- Simeão IV (Gulaberisze) (1142–1146)
- Saba II (1146-1150)
- Nicolau I (Gulaberize) (1150-1178)
- Miguel IV (1178–1186)
- Teodoro II (1186–1206)
- Basílio IV (1206–1208)
- João VII (1208-1210)
- Epifânio (1210–1220)
- Eutímio II (1220-1222)
- Arsênio III (1222–1225)
- Jorge IV (1225–1230)
- Arsênio IV (Bulmaisisze) (1230–1240)
- Nicolau II (1240-1280)
- Abraão I (1280-1310)
- Eutímio III (1310–1325)
- Miguel V (1325–1330)
- Basílio V (1330–1350)
- Doroteu I (1350–1356)
- Xio I (1356–1364)
- Nicolau III (1364–1380)
- Jorge V (1380–1399)
- Elias (Gobiraquisze) (1399–1411)
- Miguel VI (1411–1426)
- Davi II (1426–1428)
- Teodoro III (1428–1435)
- Davi III (1435–1439)
- Xio II (1439–1443/47)
- Davi IV (1443/47–1459)
- Marcos (1460–1466)
- Davi IV (1466-1479)
- Evágrio (1480-1492)
- Abrão II (Habacuque) (1492–1497)
- Efraim I (1497–1500)
  - Evágrio (1500–1503) - restaurado
- Doroteu II (1503–1510)
- Dionísio (1510–1511)
  - Doroteu II (1511–1516) - restaurado
- Basílio VI (1517-1528)
- Malaquias (1528–1538)
- Melquisedeque II (Bagrationi) (1538–1541)
- Germênio (1541–1547)
- Simeão V (1547-1550)
- Zebedeu I (1550–1557)
- Domêncio I (1557–1562)
- Nicolau IV (Barataxevili) (1562–1584)
- Luís Nicolau V (1584–1591)
- Doroteu III (1592–1599)
- Domêncio II (1599–1603)
- Zebedeu II (1603-1610)
- João VI (Avalixevili) (1610–1613)
- Cristóvão I (1613–1622)
- Zacarias (1623-1630)

- Eudemo I (Diasamize) (1630–1638)

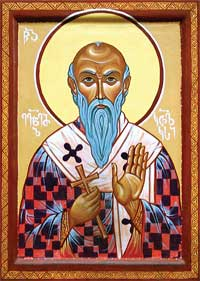
Eudemo I (Diasamize) (1630–1638)

- Cristóvão II (Urdubeguisze Amilaquevari) (1638–1660)
- Domêncio III (Caicosro Muquerã Batonisze) (1660–1675)
- Nicolau VI (Magalaze) (1675–1676)
- Nicolau VII (Amilaquevari) (1676–1687)
- João VII (Diasamize) (1687–1691)
  - Nicolau VII (Amilaquevari) (1691–1695) - restaurado
  - João VII (Diasamize) (1696-1700) - restaurado
- Eudemo II (Diasamize) (1700–1703)
- Domêncio IV (1704–1725)
- Bessarião (Orbeliani) (1725-1737)
- Cirilo (1737–1739)
  - Domêncio IV (1739–1741) - restaurado
- Nicolau VIII (Querceulize) (1742–1744)
- Antônio I (1744-1755)
- José (Jandieri) (1755–1764)
- José da Abecásia (1769-1776)
  - Antônio I (1764-1788) - restaurado

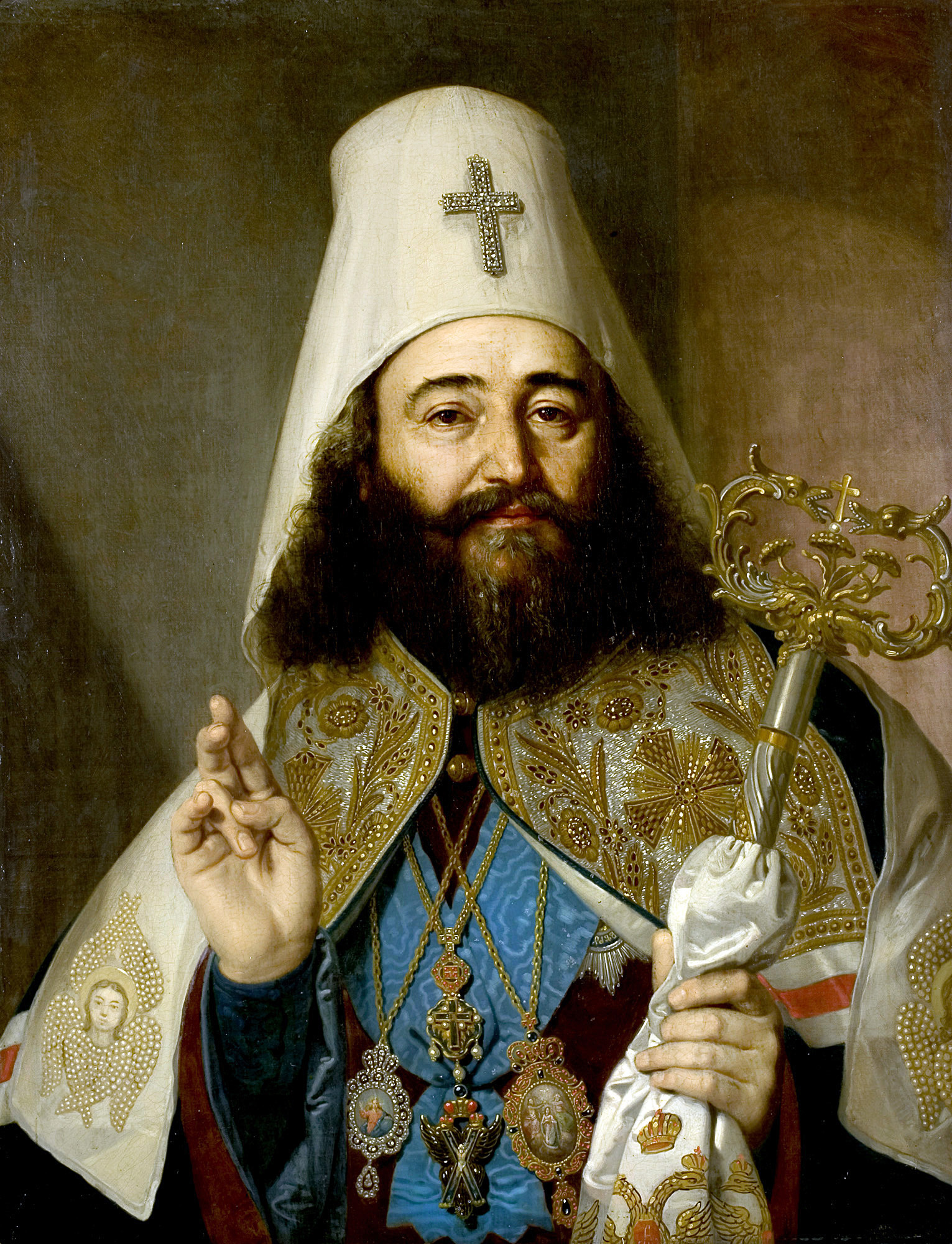
Antônio II (1788-1811)

- Antônio II (1788–1811)

## Exarcas da Georgia (1811–1917)
Status autocéfalo abolido e administração colocada sob a Igreja Ortodoxa Russa (1811–1917)
- Metropolita Barlaão (Eristavi) (1811–1817)
- Metropolita Teofilato (Rusanov) (1817–1821)
- Metropolita Jonas (Vasilevski) (1821–1834)
- Arcebispo Moisés (Bogdanov-Platonov) (1832–1834)
- Arcebispo Eugênio (Baganov) (1834–1844)
- Arcebispo Isidoro (Nikolski) (1844–1858)
- Arcebispo Eusébio (Ilinski) (1858–1877)
- Arcebispo João (Rudnev) (1877-1882)
- Arcebispo Paulo (Lebedev) (1882-1887)
- Arcebispo Paládio (Raev) (1887–1892)
- Arcebispo Vladimir (Bogojavlenski) (1892–1898)
- Arcebispo Flaviano (Gorodetski) (1898-1901)
- Arcebispo Aleixo I (Opotski) (1901–1905)
- Arcebispo Nicolau (Nalimov) (1905–1906)
- Arcebispo Nicão (Sofiski) (1906–1908)
- Arcebispo Inocêncio (Beliaev) (1909–1913)
- Arcebispo Aleixo II (Molchanov) (1913–1914)
- Arcebispo Piterim (Oknov) (1914–1915)
- Arcebispo Platão (Rozhdestvenski) (1915–1917) - Primus (presidente) do Santo Sínodo Russo

## Católicos-patriarcas de Toda a Geórgia (1917–presente)

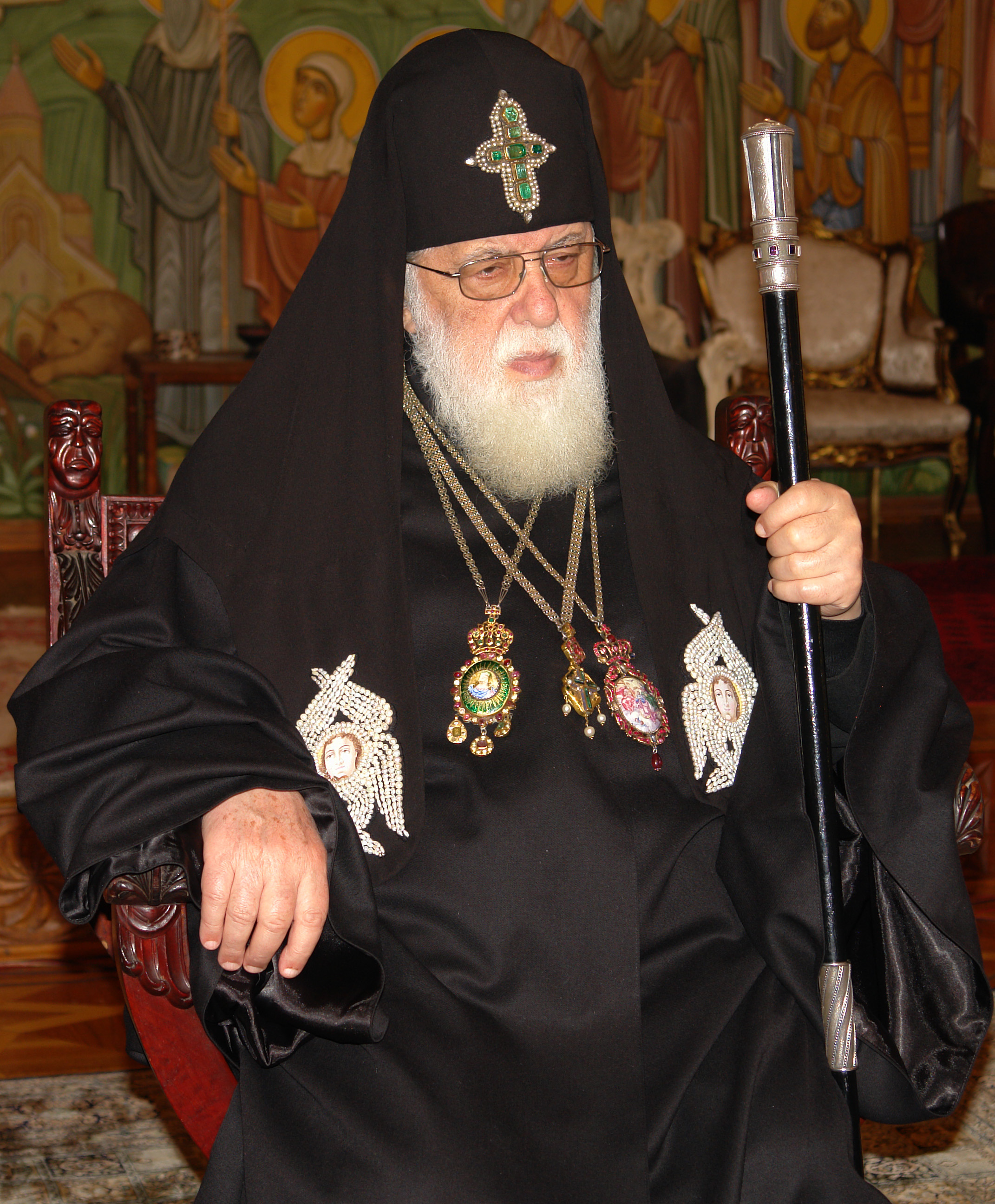
Elias II

- Círio II (1917–1918)
- Leônidas (1918–1921)
- Ambrósio (1921–1927)
- Cristóvão III (1927–1932)
- Calístrato (1932–1952)
- Melquisedeque III (1952–1960)
- Efraim  II (1960-1972)
- David V (1972-1977)
- Elias II (1977-presente)